# Guram Tetrashvili
Guram Tetrashvili (tiếng Nga: Гурам Георгиевич Тетрашвили; sinh ngày 2 tháng 8 năm 1988) là một cầu thủ bóng đá người Nga gốc Gruzian. Anh thi đấu cho F.K. Anzhi Makhachkala. He primarily plays as tiền vệ phòng ngự hay right back.

## Thống kê sự nghiệp

### Câu lạc bộ
Tính đến 20 tháng 5 năm 2018
| Câu lạc bộ                | Mùa giải            | Giải vô địch                | Giải vô địch | Giải vô địch | Cúp     | Cúp       | Châu lục | Châu lục  | Khác    | Khác      | Tổng cộng | Tổng cộng |
| Câu lạc bộ                | Mùa giải            | Hạng đấu                    | Số trận      | Bàn thắng    | Số trận | Bàn thắng | Số trận  | Bàn thắng | Số trận | Bàn thắng | Số trận   | Bàn thắng |
| ------------------------- | ------------------- | --------------------------- | ------------ | ------------ | ------- | --------- | -------- | --------- | ------- | --------- | --------- | --------- |
| Avtodor Vladikavkaz       | 2007                | PFL                         | 13           | 0            | 0       | 0         | –        | –         | –       | –         | 13        | 0         |
| Avtodor Vladikavkaz       | 2008                | PFL                         | 27           | 0            | 2       | 0         | –        | –         | –       | –         | 29        | 0         |
| Avtodor Vladikavkaz       | 2009                | PFL                         | 30           | 1            | 2       | 0         | –        | –         | –       | –         | 32        | 1         |
| Avtodor Vladikavkaz       | 2010                | PFL                         | 24           | 1            | 2       | 0         | –        | –         | –       | –         | 26        | 1         |
| Avtodor Vladikavkaz       | Tổng cộng           | Tổng cộng                   | 94           | 2            | 6       | 0         | 0        | 0         | 0       | 0         | 100       | 2         |
| Alania-d Vladikavkaz      | 2011–12             | PFL                         | 29           | 0            | 1       | 0         | –        | –         | –       | –         | 30        | 0         |
| Mashuk-KMV Pyatigorsk     | 2012–13             | PFL                         | 26           | 0            | 1       | 0         | –        | –         | –       | –         | 27        | 0         |
| Luch-Energiya Vladivostok | 2013–14             | FNL                         | 16           | 0            | 1       | 0         | –        | –         | –       | –         | 17        | 0         |
| Luch-Energiya Vladivostok | 2014–15             | FNL                         | 9            | 0            | 1       | 0         | –        | –         | –       | –         | 10        | 0         |
| Luch-Energiya Vladivostok | Tổng cộng           | Tổng cộng                   | 25           | 0            | 2       | 0         | 0        | 0         | 0       | 0         | 27        | 0         |
| Tosno                     | 2014–15             | FNL                         | 12           | 0            | –       | –         | –        | –         | 2       | 0         | 14        | 0         |
| Tosno                     | 2015–16             | FNL                         | 26           | 0            | 3       | 0         | –        | –         | –       | –         | 29        | 0         |
| Tosno                     | 2016–17             | FNL                         | 12           | 2            | 1       | 0         | –        | –         | –       | –         | 13        | 2         |
| Tosno                     | Tổng cộng           | Tổng cộng                   | 50           | 2            | 4       | 0         | 0        | 0         | 2       | 0         | 56        | 2         |
| Anzhi Makhachkala         | 2016–17             | Giải bóng đá ngoại hạng Nga | 10           | 0            | 1       | 0         | –        | –         | –       | –         | 11        | 0         |
| Anzhi Makhachkala         | 2017–18             | Giải bóng đá ngoại hạng Nga | 22           | 0            | 0       | 0         | –        | –         | 2       | 0         | 24        | 0         |
| Anzhi Makhachkala         | Tổng cộng           | Tổng cộng                   | 32           | 0            | 1       | 0         | 0        | 0         | 2       | 0         | 35        | 0         |
| Tổng cộng sự nghiệp       | Tổng cộng sự nghiệp | Tổng cộng sự nghiệp         | 256          | 4            | 15      | 0         | 0        | 0         | 4       | 0         | 275       | 4         |